# Loretánská kaple v Hořovicích
Loretánská kaple v Hořovicích na Berounsku se nachází v centru města na náměstí u kostela Nejsvětější Trojice.

## Historie
Loretánská kaple byla založena roku 1685 z iniciativy předního člena katolické šlechty Bernarda Ignáce hraběte Bořity z Martinic. Postavena byla v letech 1685-1690 jeho dcerou Terezii Františkou, manželkou hraběte Jana Františka z Vrbna.
Kaple stojí severně od farního kostela, původně patřícímu františkánům, uvedeným do Hořovic roku 1684. Jedná se o architekturu kánonického typu, opatřenou prostou zevní fasádou s vysokou římsou. Stavba je obdélná, prolomená drobným oknem a dvěma portály, rámovanými profilovaným ostěním. Hlavní vnitřní stěna je kryta boltcovým ornamentem. Vchody se nacházejí v delší, jižní stěně, směřující ke kostelu.
Santa Casa bývala spolu s kostelem oplocena dřevěným plotem. Její prostá fasáda kontrastovala s bohatým členěním kostela. Situování řádové Santa Casy mimo klášterní objekty je v hořovickém případě ojedinělé, protože nikdy nedošlo k novostavbě kláštera, který zůstal ve dvou zadaptovaných domech na náměstí.